# Jordi Rubió i Balaguer

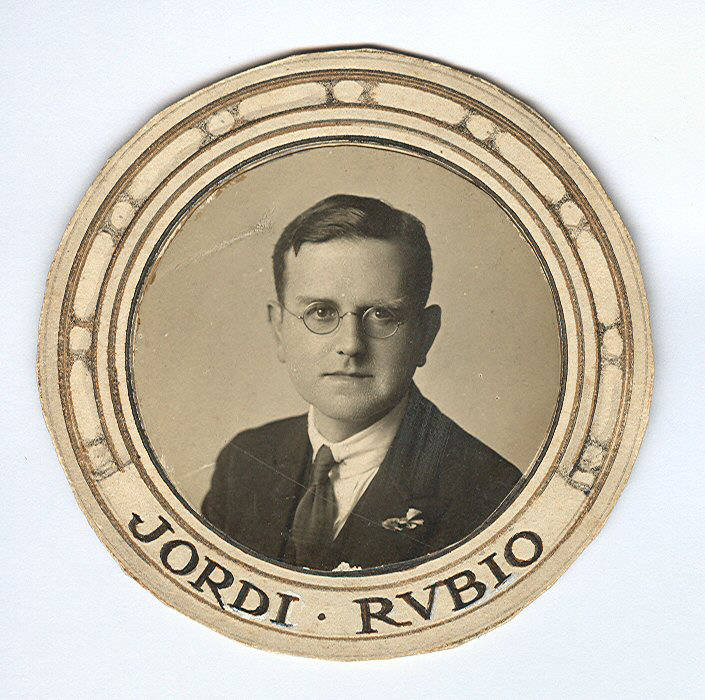
Jordi Rubió i Balaguer

Jordi Rubió i Balaguer (Barcelona,  30 januari 1887 – aldaar, 25 juli 1982) was een belangrijk taalkundige, hoogleraar en geschiedkundige, gespecialiseerd in de Catalaanse taal en het bibliotheekwezen. Hij publiceerde belangrijk geschiedkundig en filologisch onderzoek  in het Spaans, Catalaans en Duits. In 1907 werd hij lid van het Institut d'Estudis Catalans.
Hij was de zoon van de hoogleraar Antoni Rubió i Lluch en stamde uit een geslacht van drukkers en uitgevers. Hij was de eerste directeur van de Biblioteca de Catalunya in 1914. In het daaropvolgende jaar organiseerde hij het netwerk van openbare gemeentebibliotheken. Van 1930 tot 1939 was hij directeur van de Escola de Bibliotecàries, een opleidingsinstituut voor bibliothecarissen, waar hij ook Catalaanse literatuur, bijbelkunde en bibliotheekbeheer doceerde. In 1920 zal hij de universele decimale classificatie aan de noodwenigheden van het Catalaanse en het Spaanse bibliotheekwezen aanpassen.
Tijdens de Spaanse Burgeroorlog heeft hij het fonds van de bibliotheek van het Palau de la Generalitat naar het voormalige Hospital de la Sant Creu overgebracht, waardoor een belangrijk deel van dit patrimonium bewaard bleef. Hij heeft ook een dienst opgericht om de frontsoldaten van lectuur te voorzien. Hij was professor aan de Estudis Universitaris Catalans en aan de Universiteit van Barcelona.
Onder de franquistische dictatuur na de burgeroorlog werd zijn hoogleraarschap ontnomen en kreeg hij beroepsverbod in de openbare dienst. Hij heeft zich van dan af aan het wetenschappelijke onderzoek van de Catalaanse geschiedenis en literatuur gewijd. Hij was stichtend lid van de Associació d'Escriptors en Llengua Catalana, de vereniging van de schrijvers uit het Catalaanse taalgebied.
Na de dood van Franco in 1975 en de terugkeer van de democratie in Spanje werd hij spoedig gerehabiliteerd.

## Erkenning
- In 1969 kreeg hij de eerste Premi d'Honor de les Lletres Catalanes van de toen nog half in de clandestiniteit opererende cultuurvereniging Òmnium Cultural
- In 1980 kreeg hij de Medalla d'Or de la Generalitat de Catalunya
- In 1988 kreeg hij de Serra d'Or-criticiprijs voor literatuur en essay
- In 2005 werd de nieuwe aula van de Faculteit voor bibliotheek- en documentenbeheer omgedoopt in Aula Jordi Rubió i Balaguer, ter herinnering aan de oprichting van de school voor bibliothecarissen in 1915.[5] In hetzelfde jaar kreeg de openbare bibliotheek van Sant Boi de Llobregat zijn naam.

## Enkele werken
In 1984 is de abdij van Montserrat begonnen met de uitgave van zijn verzameld werk.
- Documents per l’historia de la cultura catalana mig-eval (1908-1921):  (onder de leiding van Antoni Rubió i Lluch in samenwerking met Jordi Rubió i Balaguer, Ramon d’Alòs-Moner en Francesc Martorell i Trabal.
- La lògica en rims del Gazzali glosada en rims per Ramon Llull (1914) (De berijmde logica van Gazzali door Ramon Llull)
- De l'Edat mitjana al Renaixement: Figures literàries de Catalunya i València (1948) (Van de middeleeuwen tot de renaissance: literaire figuren uit Catalonië en Valencië)
- Obres essencials de Ramon Llull (1957-1960) (Belangrijkste werken van Ramon Llull)
- La cultura catalana del Renaixement a la Decadència (1964), een verzameling artikelen over de Catalaanse cultuur van de renaissance tot het verval
- Documentos para la Historia de la Universidad de Barcelona. I. Preliminares (1289-1451) (Document over de geschiedenis van de universiteit van Barcelona
- Il·lustració i Renaixença (1987) (Verlichting en renaissance)
- Llibreters i impressors a la Corona d'Aragó (1994) (Uitgevers en drukkers in het Koninkrijk Aragon)